# FRIENDS
「FRIENDS」是日本的女子偶像歌手真野惠里菜的第1枚原創專輯。於2009年12月16日發行。唱片公司為hachama。

## 概要
- 收錄第1張單曲「少女的祈禱」至第4張單曲「這胸口的悸動」，以及3張獨立製作單曲，一共7首A面曲。
- 新曲「隨時隨地」為劇集「半分エスパー」的片尾曲；「在睫毛的前端有你」為劇集「マノスパイ」的主題曲。
- 本作分「初回限定盤」和「CD盤」2種版本
- 「初回限定盤」收錄了片段「真野惠里 HISTORY」。
- 在12月28日於公信榜專輯週排行榜取得第33位。

## 收錄內容

### CD（初回限定盤・CD盤）
1. 少女的祈禱（乙女の祈り）
（作詞：三浦徳子 作曲：KAN 編曲：たいせい）
1st單曲
2. OSOZAKI 娘
（作詞：三浦徳子 作曲：畠山俊昭 編曲：朝井泰生）
3. 世界是Summer Party (世界は サマー・パーティ)
（作詞：三浦徳子 作曲：KAN 編曲：佐々倉有吾）
3rd單曲
4. 隨時隨地 （いつもいつでも）
（作詞：三浦徳子 作曲：経塚泰誠　編曲：高橋諭一）
CS富士電視2台劇集「半分エスパー」片尾曲
5. LALALA·SOSOSO （ラララ-ソソソ）
（作詞：三浦徳子 作曲：KAN 編曲：たいせい）
3rd獨立製作單曲
6. 初體驗（はじめての経験）
（作詞：三浦徳子 作曲：KAN 編曲：たいせい）
2nd單曲・TBS電視台節目「メガデジ」片尾曲
7. 幸運之光（ラッキーオーラ）
（作詞：三浦徳子 作曲：KAN 編曲：たいせい）
2nd獨立製作單曲
8. 聖誕老人的薩克斯風 (サンタのサキソフォン)
（作詞：三浦徳子 作曲：経塚泰誠 編曲：たいせい）
9. 這胸口的悸動（この胸のときめきを）
（作詞：三浦徳子 作曲：畠山俊昭 編曲：solaya）
4th單曲・東京電視台動畫「キティズパラダイス」片尾曲
10. 在睫毛的前端有你（まつげの先に君がいる）
（作詞：三浦徳子 作曲：畠山俊昭 編曲：佐々倉有吾）
TBS網絡連續劇「マノスパイ」主題曲
11. 晚安（おやすみなさい）
（作詞：三浦徳子 作曲：畠山俊昭 編曲：佐々倉有吾）
12. 真野鋼琴（Album ver.) （マノピアノ）
（作詞・作曲：KAN　編曲：たいせい）
1st獨立製作單曲

### DVD
1. 真野惠里 HISTORY